# 슈피탈안데어드라우

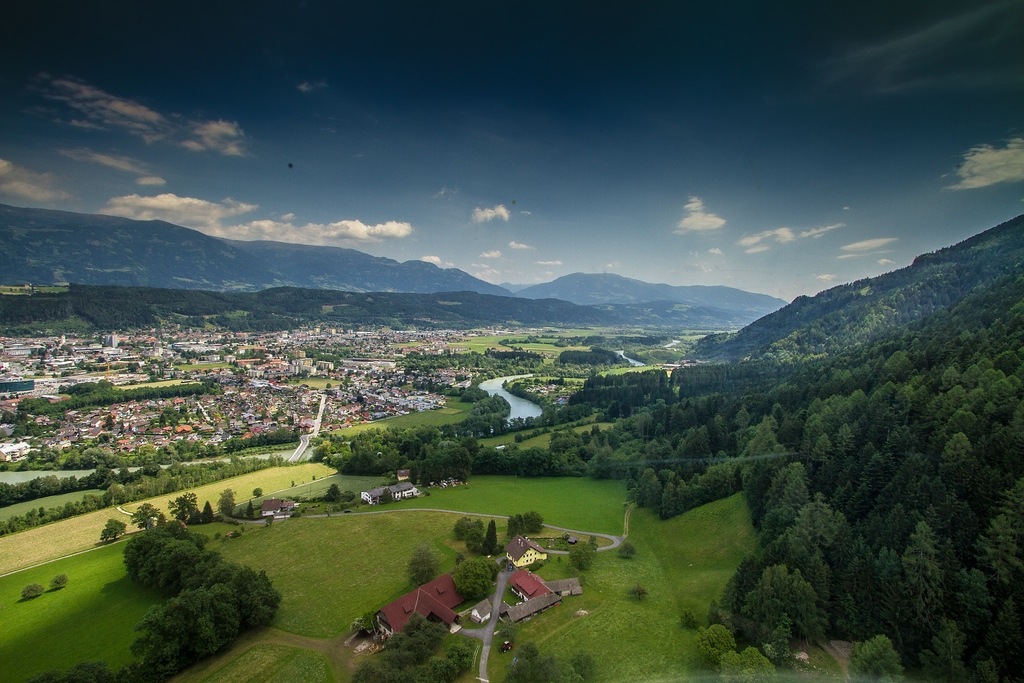
슈피탈안데어드라우

슈피탈안데어드라우(독일어: Spittal an der Drau)는 오스트리아 케른텐주에 위치한 도시로 면적은 48.51km2, 높이는 560m, 인구는 15,505명(2016년 1월 1일 기준), 인구 밀도는 320명/km2이다. 드라바강 하류와 접한다.

## 역사
중세 합스부르크 가의 프리드리히 3세가 주민들에게 법원과 의회를 선택할 권리를 부여했다. 1478년 오스만 제국 군대가 슈피탈과 인근 지역을 침공하면서 파괴되었고 나중에 마차시 1세가 이끄는 헝가리 군대에 점령되었다. 농민들의 반란, 1522년에 일어난 화재로 인해 슈피탈은 쇠퇴했다.
1524년 페르디난트 1세가 재무 담당자였던 가브리엘 폰 살라망카(Gabriel von Salamanca) 백작에게 슈피탈, 오르텐부르크(Ortenburg) 백작령을 통치하도록 지시했다. 1533년 가브리엘 폰 살라망카가 도시 중앙광장에 포르치아 성(Porcia)을 건립했다. 슈피탈에 건설된 이탈리아 양식의 건축물들은 오스트리아에서 가장 중요한 르네상스 건축 양식을 띤 성 가운데 하나로 여겨지고 있다.